# Завод армейских боеприпасов в Айове
Завод по производству боеприпасов в Айове (англ:Iowa Army Ammunition Plant (IAAAP)) — производитель боеприпасов среднего и крупного калибра, а также компонентов оружия для Министерства обороны США. Расположен в округе Де-Мойн на юго-востоке штата Айова , недалеко от города Берлингтон. Объект подчинён Объединенному командованию боеприпасов армии США. Оператор завода — American Ordnance LLC.

## История
IAAAP был основан в ноябре 1940 года в Айове как артиллерийский завод и начал производство в 1941 году. Производство было остановлено в 1945 году, после окончания Второй мировой войны.   Завод снова был запущен в эксплуатацию в 1947 году Комиссией по атомной энергии США. Замаскированная под «Завод по производству боеприпасов», часть завода, известная как Линия 1/Отдел Б, использовалась для сборки, модификации и испытаний ядерного оружия. Производство обычных боеприпасов завод возобновил  в 1949 году. В 1950 году, в ходе корейского конфликта, производство резко увеличилось. С 1949 по 1951 год предприятие в Мидлтауне было единственным в США заводом по сборке ядерного оружия. В этот период завод был известен как завод Комиссии по атомной энергии Берлингтона. В 1975 году ядерное производство с завода было передано компании Pantex Texas, и  IAAAP в ведение Армии США.. В 1996 году рабочие завода объявили забастовку в протест против условий труда. Забастовка длилась почти месяц.

## Продукция
- 40-мм снаряды
- 155-мм артиллерийские снаряды
- 120-мм танковые снаряды
- 60-мм/81-мм/120-мм минометные мины
- Заряды M112 / MICLIC (линейный заряд для разминирования)
- 75-мм / 105-мм снаряды для салюта
- Боеголовки ракет TOW / Hellfire / Javelin / Stinger /  Sidewinder[4]
- Минометы среднего и крупного калибра
- Прессованные и литые боеголовки
- Мины
- Сборка ракет
- Реактивные снаряды
- Детонаторы
- Нечувствительные боеприпасы